# Kasluhejci
Kasluhejci (hebrejsko כסלחים) so bili staroegipčansko ljudstvo, omenjeno v hebrejski Bibliji in z njo povezano književnostjo. Po Prvi Mojzesovi knjigi 10:14 in Prvi kroniški knjigi 1:12 so bili potomci Hamovega sina Micrajima, praočeta    Filistejcev.
Egipčanska oblika njihovega imena Kasluḥet se je ohranila na napisu v templju Kom Ombo. V aramejskih Targumih se je njihova regija imenovala Pentpolitai. Ime izhaja iz grškega Pentapolis, ki se nanaša na severovzhodni del sedanje libijske pokrajine Cirenajka. Drugo ime njihove regije je bilo Pekosim. V Saadi Gaonovem prevodu Pentatevha v arabščino so namesto Kasluhejcev v Prvi Mojzesovi knjigi 10:14 omenjeni Sahidi ("ljudstvo Gornjega Egipta"), namesto Patrosejcev pa Albijimi. Vrstni red Kasluhejcev in Patrosejcev je v različnih prevodih pogosto zamenjan, na splošo pa velja, da so bili Patrosejci sahidsko ljudstvo, Kasluhejci pa pleme iz vzhodne Libije.
Jožef Flavij v svojih Judovskih starinah I, vi, 2 omenja Kasluhejce kot eno od egipčanskih plemen, katerih mesta so bila uničena v etiopski vojni. Po vojni so iz zgodovine izginili tudi Kasluhejci. 